# 念念
《念念》（英語：Murmur Of The Hearts）是一部2015年台灣劇情片，由張艾嘉擔任導演，並由梁洛施、張孝全、李心潔及柯宇綸主演。

## 剧情
三個年輕人，三次想不到的奇遇。一個為生活奔波的台東導遊（柯宇綸飾）、一個總認為自己不夠好的畫家（梁洛施飾），以及一個永遠都是後備的拳擊手（張孝全飾）。當他們三個人都面對到不同的困惑和瓶頸的時候，一次魔幻般的經歷，讓他們各自有所體會，各自若有所悟。當生命被時間與記憶困住，什麼該留在意念之中，什麼該從想念拋棄，就是人生難題的最終解答。

## 演員表
| 演員            | 角色                                   |
| 梁洛施          | 黃育美，是位畫家                       |
| 張孝全          | 周永翔（阿翔），育美的男友，是個拳擊手 |
| 李心潔          | 雪貞（阿貞），育美與育男的媽媽         |
| 柯宇綸          | 林育男，育美的哥哥，是個導遊           |
| 陳志朋          | 育美與育男的爸爸                       |
| 王識賢 （客串） | 周永翔的拳擊手教練                     |
| 鄧志鴻 （客串） | 丘牧師，綠島基督教會牧師               |

## 獎項紀錄
| 年份 | 頒獎典禮                   | 獎項             | 獲提名                                                     | 結果 |
| ---- | -------------------------- | ---------------- | ---------------------------------------------------------- | ---- |
| 2015 | 第52屆金馬獎               | 最佳男配角       | 柯宇綸                                                     | 提名 |
| 2015 | 第52屆金馬獎               | 最佳原創電影音樂 | 陳揚                                                       | 提名 |
| 2015 | 第52屆金馬獎               | 最佳剪輯         | 陳博文                                                     | 提名 |
| 2015 | 第22屆香港电影评论学会大奖 | 推荐电影         |                                                            | 獲獎 |
| 2015 | 第22屆香港电影评论学会大奖 | 最佳编剧         | 荫山征彦、张艾嘉                                           | 獲獎 |
| 2015 | 第35屆香港電影金像獎       | 最佳女配角       | 李心潔                                                     | 提名 |
| 2015 | 第35屆香港電影金像獎       | 最佳原創電影歌曲 | 《念念》（作曲：陈建骐，填词：黄婷、陈建骐，主唱：刘若英） | 提名 |

## 外部連結
- 念念的Facebook專頁
- Yahoo奇摩電影上《念念》的資料（繁體中文）
- 香港影庫上《念念》的資料（繁體中文）
- 豆瓣电影上《念念》的資料 （简体中文）
- 互联网电影数据库（IMDb）上《念念》的资料（英文）